# Basse-Navarre
Pour les articles homonymes, voir Navarre.
La Basse-Navarre est la partie septentrionale, aujourd'hui française, de la Navarre, avec pour principales villes Saint-Jean-Pied-de-Port et Saint-Palais. Ce territoire assez restreint a néanmoins été pendant près de trois siècles (1515-1789) désigné en France comme « royaume de Navarre ». C'est aussi une des sept provinces du Pays basque (Nafarroa Beherea) et une des trois provinces du Pays basque français, avec le Labourd et la Soule.
Dans l'ancien royaume de Navarre, dont la plus grande partie, notamment la capitale, Pampelune, se trouvait sur le versant sud des Pyrénées, la Basse-Navarre correspondait à la subdivision merindad de Ultrapuertos, le « territoire d'outre-ports », c'est-à-dire « au-delà des cols ». Le royaume de Navarre est conquis en 1512 par le roi d'Aragon et régent de Castille Ferdinand II, mais il renonce dès 1515 à se maintenir au nord du col de Roncevaux, de sorte que la Basse-Navarre revient aux mains de son souverain légitime de la maison d'Albret, Jean III, qui conserve le titre de roi de Navarre. 
En 1589, son arrière-petit-fils, Henri III de Navarre, accède au trône de France sous le nom d'Henri IV. Le royaume de Navarre du nord des Pyrénées est dès lors associé au royaume de France dans la titulature des rois de la dynastie des Bourbons qui se désignent comme « roi de France et de Navarre ».
En tant qu'entité féodale, la Basse-Navarre cesse d'exister en 1789, lorsque, après avoir aboli les privilèges le 4 août, l'Assemblée constituante décide d'uniformiser l'administration territoriale du royaume avec le système des communes et des départements : la Basse-Navarre cesse d'être un « royaume » et devient une fraction du département des Basses-Pyrénées (chef-lieu : Navarrenx puis Pau).
L'organisation territoriale de la Basse-Navarre était particulière. Les assemblées des délégués communaux avaient lieu non pas au niveau du territoire historique, mais dans celui des pays (Amikuze, Baigorri, Garazi, Oztibarre) et de communes comme Armendarits. Toutefois, des institutions communes aux Bas-Navarrais ont existé, à Saint-Palais (palais de justice, hôtel de la monnaie) et à Saint-Jean-Pied-de-Port.

## Nom et gentilés

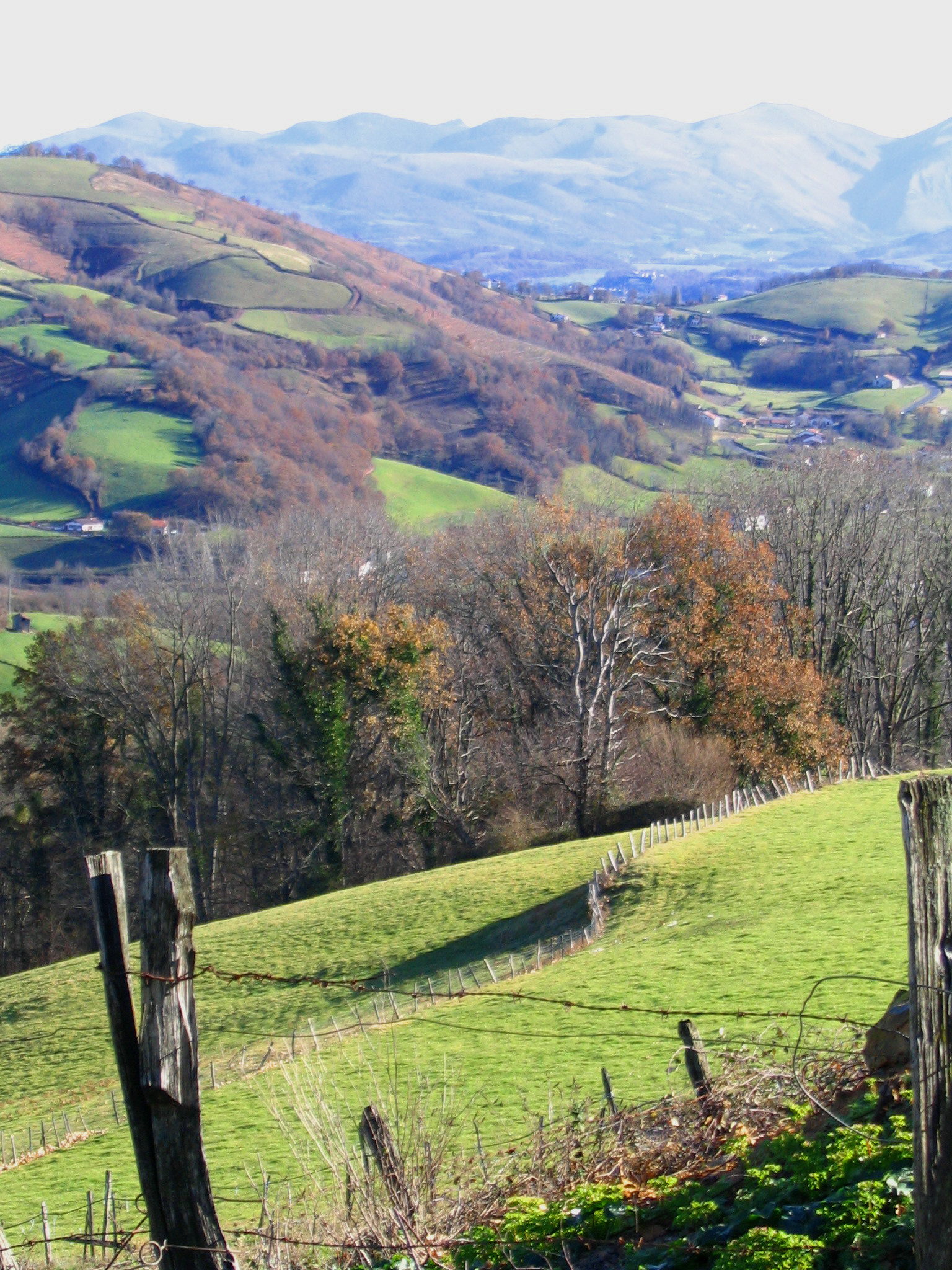
Paysage de Basse-Navarre, environs de Saint-Étienne-de-Baïgorry

### Noms
La Basse-Navarre n'est ainsi appelée que depuis le XVIe siècle, après sa séparation du reste de la Navarre.
Le territoire fut également appelé merindad d'ultrapuertos pour la distinguer des cinq districts (merindades) sud-navarrais. 
L'Académie de la langue basque admet deux noms en basque : Nafarroa Beherea (-a) et Baxenabarre. 
Son nom en gascon, langue parlée dans quelques villages de la région, est Baisha Navarra.
En castillan, on dit généralement Baja Navarra, mais on trouve parfois dans les livres l'expression Navarra la Baja.

### Gentilés
Le gentilé français est « bas-navarrais ».
En basque, l'Académie recommande les formes iparraldeko nafar, Nafarroa Lurraldea Behereko ainsi que baxenabartar.
En Soule, tant en souletin qu'en français, les Bas-Navarrais sont dénommés de manière familière Manex (mot signifiant « Jean » en bas-navarrais).

## Géographie

Carte topographique de la Basse-Navarre

La Basse-Navarre est limitée à l'est par la Soule, au sud et à l'ouest par l'Espagne (Communauté forale de Navarre : vallées d'Aezkoa, de Roncevaux et du Baztan) et au nord-ouest par la province du Labourd.
Le relief de la Basse-Navarre peut être divisé en deux secteurs :
le secteur nord regroupant les pays de Mixe, d'Arberoue et le duché de Gramont est composé de coteaux et de collines semblables à celles du Labourd. Le pays d'Ostabarret assure la transition vers la zone sud composée des Pyrénées basques regroupant le pays de Cize et les vallées de Baïgorry et d'Ossès.
Les bourgades les plus peuplées sont aujourd'hui Saint-Palais (1 900 habitants), Saint-Étienne-de-Baïgorry (1 650 habitants), Saint-Jean-Pied-de-Port (1 500 habitants) et Bidache (1 200 habitants).

### Division territoriale selon l'Académie de la langue basque

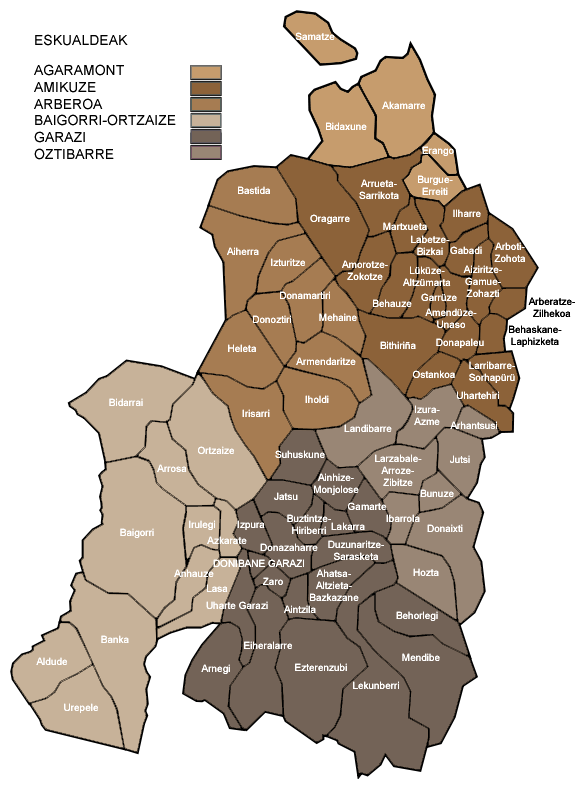
Division territoriale selon Euskaltzaindia

Depuis 1999, l'Académie de la langue basque (Euskalzaindia) divise le territoire de la Basse-Navarre, selon les recommandations de sa commission d'onomastique en six zones: 
- Agramont (Gramont) : Arancou, Bergouey-Viellenave, Bidache, Came, Sames.
- Amikuze (pays de Mixe): Aïcirits-Camou-Suhast, Amendeuix-Oneix, Amorots-Succos, Arbérats-Sillègue, Arbouet-Sussaute, Arraute-Charritte, Béguios, Béhasque-Lapiste, Beyrie-sur-Joyeuse, Gabat, Garris, Ilharre, Labets-Biscay, Larribar-Sorhapuru, Luxe-Sumberraute, Masparraute, Orègue, Orsanco, Saint-Palais, Uhart-Mixe.
- Arberoue (vallée de l'Arberoue) : Armendarits, Ayherre, Hélette, Iholdy, Irissarry, Isturits, La Bastide-Clairence, Méharin, Saint-Esteben, Saint-Martin-d'Arberoue.
- Baïgorry-Ossès :
  - la vallée de Baïgorry : Aldudes, Anhaux, Ascarat, Banca, Irouléguy, Lasse, Saint-Étienne-de-Baïgorry, Urepel.
  - la vallée d'Ossès : Bidarray, Ossès, Saint-Martin-d'Arrossa.
- Garazi (pays de Cize) : Ahaxe-Alciette-Bascassan, Aincille, Ainhice-Mongelos, Arnéguy, Béhorléguy, Bussunarits, Bustince-Iriberry, Çaro, Estérençuby, Gamarthe, Ispoure, Jaxu, Lacarre, Lecumberry, Mendive, Saint-Jean-le-Vieux, Saint-Jean-Pied-de-Port, Saint-Michel, Suhescun, Uhart-Cize.
- Oztibarre (pays d'Ostabarret) : Arhansus, Bunus, Hosta, Ibarrolle, Juxue, Larceveau-Arros-Cibits, Ostabat-Asme, Pagolle, Saint-Just-Ibarre.

## Histoire

Les territoires du Royaume de Navarre situés au sud des Pyrénées ayant été conquis par l'Espagne, Henri II ne règne que sur la seule Basse-Navarre et les territoires des maisons de Foix et d'Albret (1530).

### La Basse-Navarre de 1023 à 1512
Ce qui allait devenir la Basse-Navarre était depuis le traité de Verdun en 843, un territoire du duché de Gascogne, relevant de la Francie occidentale.
À la suite de démêlés avec le comte de Toulouse, le duc de Gascogne remercia en 1023 le roi de Navarre qui vint l'aider. A ce titre il lui engagea le Labourd qui comprenait alors une grande partie de la Basse-Navarre : l'Arberoue, l'Irisarry, l'Iholdy, l'Armendarits, le Baïgorry, l'Ossès et la Cize.
Ces territoires revinrent plus tard au royaume de France. Le Labourd en 1035 dans son aire géographique restrictive. Les autres territoires à une date incertaine, en 1120 au plus tard. La Basse-Navarre réintégra le royaume de Navarre en 1191 et s'agrandie en 1196 de Mixe et d'Ostabaret.

### La Basse-Navarre de 1512 à 1589
Les Rois Catholiques, Isabelle de Castille et Ferdinand d'Aragon, qui ont mené à son terme la Reconquista en conquérant le royaume de Grenade en 1492, se tournent ensuite vers le royaume de Navarre, qui est l'objet d'une offensive en 1512. Il est entièrement occupé par les troupes de Ferdinand ; mais en 1515, elles se retirent au sud des Pyrénées afin de ne pas susciter de réaction française face à une présence espagnole au nord du col de Roncevaux. 
Par la suite, la Basse-Navarre ne constitue pas un enjeu au cours du long conflit entre la France et Charles Quint (qui porte aussi le titre de « roi de Navarre »), devenu roi d'Aragon et de Castille en 1516 et élu empereur en 1519. 
La Basse-Navarre reste donc un royaume formellement indépendant, avec à sa tête Jean III, qui dispose par ailleurs de ressources importantes, car il est aussi seigneur du Béarn (Pau) et détenteur des fiefs de la maison d'Albret (Nérac) et de la maison de Foix. La Basse-Navarre lui donne de surcroît un titre prestigieux. 
Le fils de Jean III, Henri II de Navarre, épouse la sœur de François Ier, Marguerite d'Angoulême, qui donne naissance à Jeanne d'Albret, mère d'Henri III de Navarre, futur roi de France sous le nom de Henri IV.
Henri III de Navarre joue un rôle essentiel dans la vie politique du royaume de France à partir de 1572, date de son mariage avec la sœur du roi de France, Marguerite de Valois, la « reine Margot ». Il est en effet le chef du parti protestant et, à partir de 1584, l'héritier présomptif du roi de France Henri III.

### Le royaume de Navarre d'Henri IV à Louis XVI
Son accession au trône en 1589 ne change cependant pas le statut de la Basse-Navarre. Ce n'est qu'en  octobre 1620, que son fils, Louis XIII, prononce l'union de la Basse-Navarre, ainsi que du Béarn, du Donezan et de ses droits de co-prince d'Andorre, au royaume de France.
Les descendants d'Henri IV portent le titre de « roi de France et de Navarre », qui est à l'origine de l'expression « de France et de Navarre ». 
La Basse-Navarre a pour centre la châtellenie de Saint-Jean-Pied-de-Port.

### De la Révolution de 1789 à la monarchie de Juillet
En 1789, la Basse-Navarre n'envoie pas de députés aux États généraux du royaume de France, mais à « Louis, roi de Navarre ».[réf. nécessaire]
Le titre de « roi de France et de Navarre » est abrogé en 1790, Louis XVI devenant « roi des Français ». Mais il est réactivé de 1814 à 1830 sous la Restauration, et de nouveau abandonné par Louis-Philippe en 1830.

### Découpages historiques
Jusqu'à la refonte complète du système administratif intervenue à la Révolution française, la Basse-Navarre est une fédération de sept pays ou vallées, aussi appelées « Universités », disposant chacune d'une institution délibérative et judiciaire particulière dite Cour Générale.
- le pays d'Arberoue, en basque Arberoa, au nord-ouest ;
- le pays de Mixe, en basque Amikuze, au nord-est ;
- la vallée d'Ossès, en basque Ortzaize, à l'ouest ;
- la vallée de Lantabat, en basque Landibarre, au centre est[14] ;
- le pays d'Ostabarret, en basque Oztibarre, à l'est ;
- la vallée de Baïgorry, en basque Baigorri, au sud-ouest ;
- le pays de Cize, en basque Garazi, au sud-est.

Au centre de la province, les trois paroisses d'Iholdy, Irissarry et Armendarits sont dans une situation particulière : elles n'appartiennent à aucune des sept vallées et aucune Cour Générale n'y siège ; chacune dispose d'une assemblée paroissiale et les trois assemblées ne se réunissent conjointement que pour la gestion des terres indivises appartenant en commun aux trois villages.
Aux sept vallées s'ajoutent cinq « villes », sans lien avec les pays qui les entourent et qui disposent chacune d'une cour de jurats :
- La Bastide-Clairence,
- Garris,
- Saint-Palais,
- Larceveau,
- Saint-Jean-Pied-de-Port.

Quelques paroisses, selon Eugène Goyheneche, restent « jusqu'à la fin de l'Ancien Régime en dehors de la vie politique et administrative du pays ». Ce sont des terres seigneuriales sur lesquelles un baron a haute, moyenne et basse justice, à savoir :
- la baronnie de Béhorléguy, qui ne perdure pas ;
- la baronnie de Luxe ;
- la baronnie de Lantabat ;
- la baronnie de Sorhapuru.

Enfin, tout au nord, les terres de Gramont, en basque Agramonde sont dans une situation spécifique ; on peut y distinguer :
- trois paroisses qui appartiennent à la fois au duché de Gramont et au pays de Mixe : Bergouey, Viellenave-sur-Bidouze et Escos ;
- la ville de Bidache, qui prétend à être une « principauté souveraine » ;
- trois villages qui n'appartiennent pas au royaume de Navarre mais sont aujourd'hui le plus souvent inclus dans les listes de communes de Basse-Navarre : Came, Arancou et Sames.

## Culture et patrimoine

### Langues

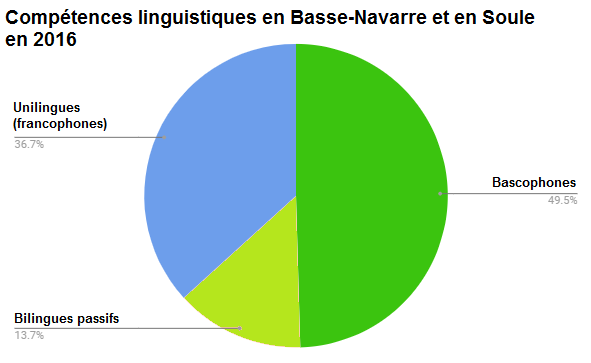
Compétences linguistiques en Basse-Navarre et en Soule en 2016.
Langue maternelle basque: 49.5%
Bilingues passifs: 13.7%
Unilingues (francophones): 36.7%

L'usage du basque est toujours largement répandu. En 2016, la proportion de bascophones était de 63.2 %, avec plus 13.7 % de bilingues passifs, pour l'ensemble de la Basse-Navarre et la Soule.
Historiquement, la forme dialectale est le bas-navarrais (occidental et oriental) et se distingue du souletin. Langue enseignée dans les Ikastola et en usage à travers les médias, le batua ou basque unifié est de plus en plus présent.
Quelques écrivains écrivant en langue basque sont largement connus : Bernard d'Etchepare, Itxaro Borda, Fernando Aire Etxart "Xalbador", Ernest Bidegain, Xipri Arbelbide, Manex Erdozaintzi-Etxart, Eñaut Etxamendi, Pierre Mestrot, Aurelia Arkotxa, Antton Luku, Mattin Irigoien, Béatrice Urruspil, Bea Salaberri ou Nora Arbelbide.
Dans certains villages au nord, dans une moindre mesure,  le gascon est également utilisé.

### Blasonnement

Blason de la Navarre

De gueules aux chaines d'or posées en orle, en croix et en sautoir, chargées en cœur d'une émeraude au naturel.

### Pèlerinage de Compostelle
La Basse-Navarre voit converger plusieurs itinéraires historiques et contemporains du pèlerinage de Saint-Jacques-de-Compostelle. 
En effet, la Via Turonensis venant de Tours et Paris, la Via Lemovicensis venant de Limoges et Vézelay, la Via Podiensis venant de Cahors et du Puy-en-Velay, ainsi qu'une branche de la Via Tolosana venant de Toulouse et Arles, se rejoignent en amont d'Ostabat, au lieu-dit Gibraltar, après être entrés dans la province respectivement par Arancou, Sauveterre-de-Béarn, Saint-Palais ou anciennement par Garris et L'Hôpital-Saint-Blaise.
L'itinéraire continue ensuite par le Camino navarro jusqu'en Espagne où il devient ensuite le Camino francés.